# Martin Hassen
Martin Hassen (latinisiert Hassenius; * 27. Juli 1677 in Branderoda; † 9. Februar 1750 in Wittenberg) war ein deutscher Ethnologe und Diplomat.

## Leben
Hassen besuchte die Gymnasien in Naumburg, Weißenfels und Altenburg. 1697 bezog er die Universität Jena und 1700 die Universität Leipzig. Nach seinem Studium war er Erzieher in Berlin, 1707 Sekretär des russischen Gesandten in Berlin und 1710 geheimer Sekretär der im Kabinett des Hofes in Dresden. Als ausgezeichneter Kenner der russischen und preußischen Staatspraxis bemühte er sich seit 1710 um eine außerordentliche philosophische Professur an der Universität Wittenberg. Da die philosophische Fakultät keinen Bedarf sah, entschied der sächsische Kurfürst 1711 ihm eine außerordentliche Professur für Ethik zu übertragen und nachdem Heinrich Klausing auf die Professur für Logik gewechselt war, wurde er 1712 ordentlicher Professor der Ethik.
Hassen hatte sich auch als Ordinarius ein lebhaftes Interesse an der russischen Staatsgeschichte und Diplomatie bewahrt. Als Zar Peter I. auf einer Reise Wittenberg besuchte, gewährte er ihm eine Audienz. Für seine umfangreiche Darstellung „Wahrer Staatsklugheit“ diente Hassen die Politik des großen Zaren als ruhmwürdiges Beispiel. Er verstand sich als öffentlicher Lehrer der „Sitten- und Staatswissenschaft“. Dies lag im Sinne der Universität, die von ihrem praktischen Philosophen erwartete, dass er zu den höheren Zivilämtern vorbereite, also die allgemeine philosophische Schulung besorge, wie sie für das spätere Berufsleben der höheren Stände erforderlich schien.
Er las viele Jahre über auf der Basis eigener Lehrbücher die ganze Moralwissenschaft, die er in Ethik, Naturrecht, Völkerrecht und Staatskunst unterteilte. Dabei stützte er sich auf Hugo Grotius und Samuel von Pufendorf als Autoritäten. Das bis zum Jahr 1750 währende lange Professorat Hassens nimmt wegen der besonderen politischen, diplomatischen und administrativen Kenntnisse und Erfahrungen seines Inhabers einen eigenen Platz in der Geschichte des Wittenberger Ethik-Lehrstuhls ein. Dank fürstlichen Wollens kam ein Mann der Praxis auf das akademische Katheder, der als ein Kenner jener zwei Staaten galt, deren Aufstieg zu seiner Zeit die entstehende europäische Pentarchie vollendete. Nachdem Hassen im Sommersemester 1718 und 1742 das Rektorat der Wittenberger Akademie bekleidet hatte, wurde er 1743 vom sächsischen Hof zum Hofrat ernannt.

## Werkauswahl
- Entwurf eines politischen Special-Collegii, worinne von den vornehmsten gelehrten Hof und Staatsbediensteten, so wohl bei einheimischen als auswärtigen Verrichtungen, nach der selben Qualitäten und Pflichten gehandelt wird. Meisel, Wittenberg 1714. (Digitalisat)
- Scientia de prudentia morali universa. Eichsfeld, Wittenberg 1743. (Digitalisat)
- Epistola Panegyrica, qua Illustrissimo Excellentissimoque Domino, Domino Iacobo Henrico S.R.I. Comiti de Flemming, Serenissimi Ac Potentissimi Poloniarum Regis ... Wittenberg, 1721
- Die wahre Staatsklugheit in gewissen Staatsgrundsätzen. Lanckisch, Leipzig 1739. (Digitalisat)